# Shunsuke Tachino
Shunsuke Tachino (舘野 俊祐 Tachino Shunsuke?, 19 de mayo de 1993, Toyama) es un futbolista japonés que se desempeña como defensa en el FC Osaka, de la Japan Football League, la cuarta división del país.

## Trayectoria

### Clubes
| Club            | País  | Año         |
| --------------- | ----- | ----------- |
| Tokyo Verdy     | Japón | 2012 - 2014 |
| Kataller Toyama | Japón | 2012 - 2013 |
| Matsue City FC  | Japón | 2015        |
| FC Osaka        | Japón | 2016 -      |

## Estadística de carrera

### J. League
| Club            | Año   | J. League | J. League | Copa J. League | Copa J. League | Total | Total |
| Club            | Año   | Part.     | Goles     | Part.          | Goles          | Part. | Goles |
| --------------- | ----- | --------- | --------- | -------------- | -------------- | ----- | ----- |
| Tokyo Verdy     | 2012  | 0         | 0         | -              | -              | 0     | 0     |
| Kataller Toyama | 2012  | 0         | 0         | -              | -              | 0     | 0     |
| Kataller Toyama | 2013  | 7         | 0         | -              | -              | 7     | 0     |
| Tokyo Verdy     | 2014  | 5         | 0         | -              | -              | 5     | 0     |
| Total           | Total | 12        | 0         | 0              | 0              | 12    | 0     |